# Enrico Caruso (pallanuotista)
Enrico Caruso (Cosenza, 7 febbraio 1994) è un pallanuotista italiano, portiere della Canottieri Napoli.

## Carriera
Inizia la carriera nelle giovanili del Rende e del Cosenza, per proseguirla  in quelle del Basilicata 2000 . Arriva al CN Posillipo nel 2014, debuttando in massima serie e conquistando la LEN Euro Cup nel 2015, nella finale tutta napoletana contro l'Acquachiara. Dal 2016 al 2020 ha difeso i pali dell'Ortigia. Dalla stagione 2020-2021 difende i pali della Nuoto Catania, mentre nel 2023 passa alla Pallanuoto Trieste. Nel 2024 si trasferisce alla Canottieri Napoli in serie A2 con la quale conquista la promozione in serie A1.

## Palmarès
- LEN Euro Cup: 1

Posillipo: 2014-15